# Royal Excelsior Virton

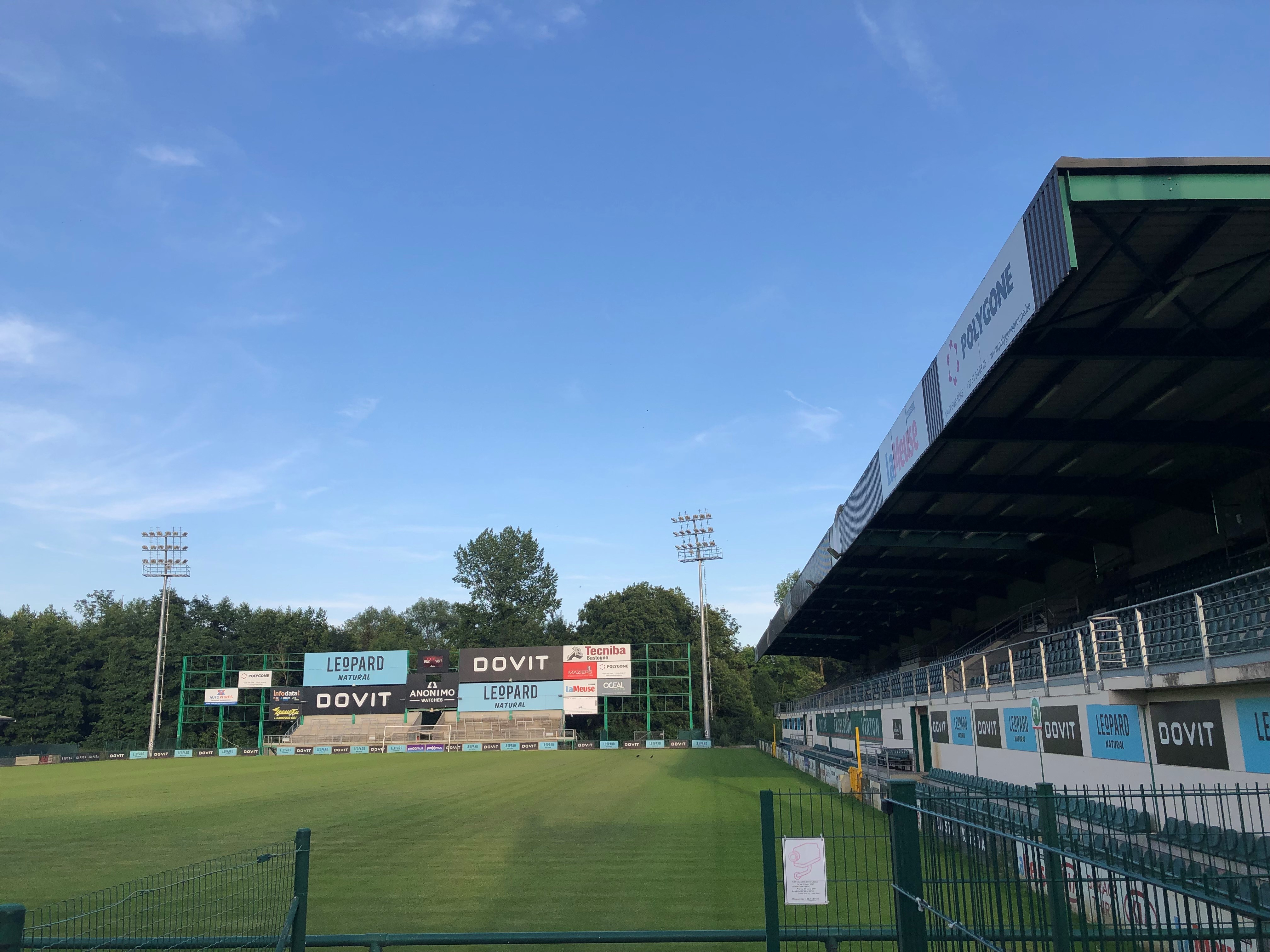
Estadi Yvan Georges

Royal Excelsior Virton és un club de futbol belga de la ciutat de Virton a la província de Luxemburg. El club participarà a la Divisió Nacional Belga 1 de la temporada 2023-24 després del descens que ha patit competint a la Challenger Pro League la temporada 2022-23.